# Sphex alacer
Sphex alacer är en biart som beskrevs av Kohl 1895. Sphex alacer ingår i släktet Sphex och familjen grävsteklar. Inga underarter finns listade i Catalogue of Life.